# Angleton (Teksas)
Angleton je grad u američkoj saveznoj državi Teksas. Prema popisu stanovništva iz 2010. u njemu je živjelo 18.862 stanovnika.